# Kasumi Ishikawa
Kasumi Ishikawa (japonês: 石川 佳純, Hepburn: Ishikawa Kasumí, Yamaguchi, 23 de fevereiro de 1993) é uma mesa-tenista japonesa.

## Carreira
Kasumi Ishikawa representou seu país nos Jogos Olímpicos de 2012, na qual conquistou a medalha de prata por equipes. e bronze em 2016